# Lei Smith-Connally
A Lei Smith-Connally (em inglês: Smith–Connaly Act) ou Lei de Disputas Trabalhistas durante a Guerra (50 USC App. 1501 et seq.) foi uma lei americana aprovada em 25 de junho de 1943, apesar do veto do presidente Franklin D. Roosevelt.  A legislação foi criada à pressa depois de 400.000 mineiros de carvão, cujos salários foram significativamente reduzidos devido à elevada inflação durante a guerra, terem feito greve por um aumento salarial de 2 dólares por dia.
A lei permitiu que o governo federal apreendesse e operasse indústrias ameaçadas por ou sob greves que interfeririam na produção de guerra,  e proibiu os sindicatos de fazerem contribuições nas eleições federais.
Os poderes de guerra concedidos pela Lei foram usados pela primeira vez em agosto de 1944, quando a Comissão de Práticas Justas de Emprego ordenou que a Philadelphia Transportation Company contratasse afro-americanos como maquinistas. Os 10.000 membros do Sindicato dos Empregados dos Transportes Rápidos da Filadélfia (PRTEU), um sindicato não filiado à Federação Americana do Trabalho ou ao Congresso das Organizações Industriais, lideraram uma greve por doença, agora conhecida como greve dos transportes públicos de Filadélfia de 1944, durante seis dias. O presidente Roosevelt enviou 8.000 soldados do Exército dos Estados Unidos para a cidade para tomar e operar o sistema de trânsito e ameaçou mobilizar para a guerra qualquer membro do PRTEU que não retornasse ao trabalho dentro de 48 horas. As ações de Roosevelt interromperam a greve.